# Oxnard
Oxnard é a cidade mais populosa do condado de Ventura, localizada no estado norte-americano da Califórnia. Foi incorporada em 30 de junho de 1903.
É um dos mais importantes centros agrícolas da Califórnia e onde fica localizado o Port Hueneme, um dos mais importantes do estado.

## Geografia
De acordo com o United States Census Bureau, a cidade tem uma área de 101,5 km², onde 69,6 km² estão cobertos por terra e 31,9 km² por água.

## Demografia
Segundo o censo nacional de 2010, a sua população é de 197 899 habitantes e sua densidade populacional é de 2 841,55 hab/km². É a cidade mais populosa e densamente povoada do condado de Ventura, além da que, em 10 anos, teve o maior crescimento populacional. Possui 52 772 residências, que resulta em uma densidade de 757,73 residências/km².

## Galeria de imagens

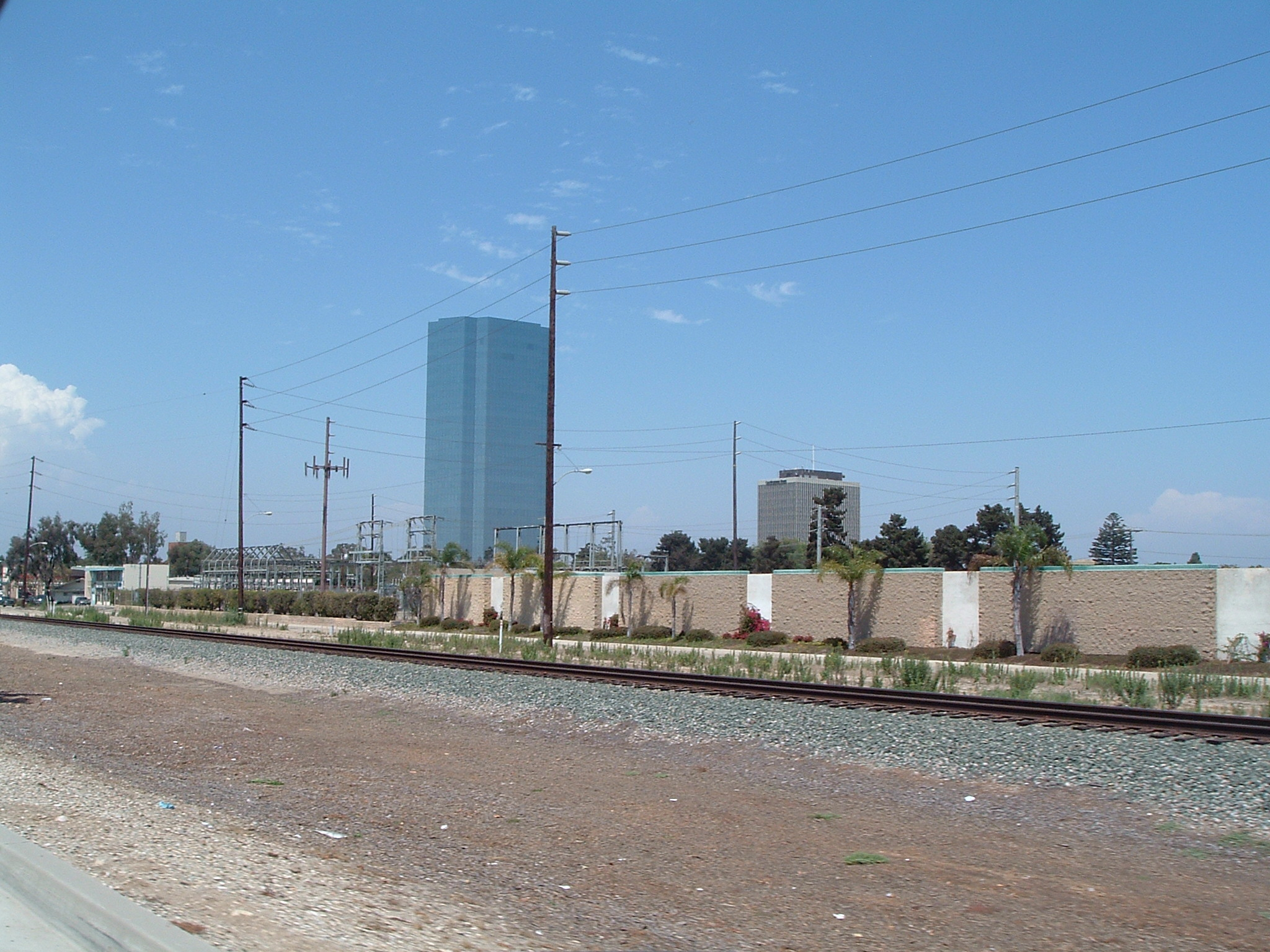
Vista de Oxnard, em destaque o Financial plaza.
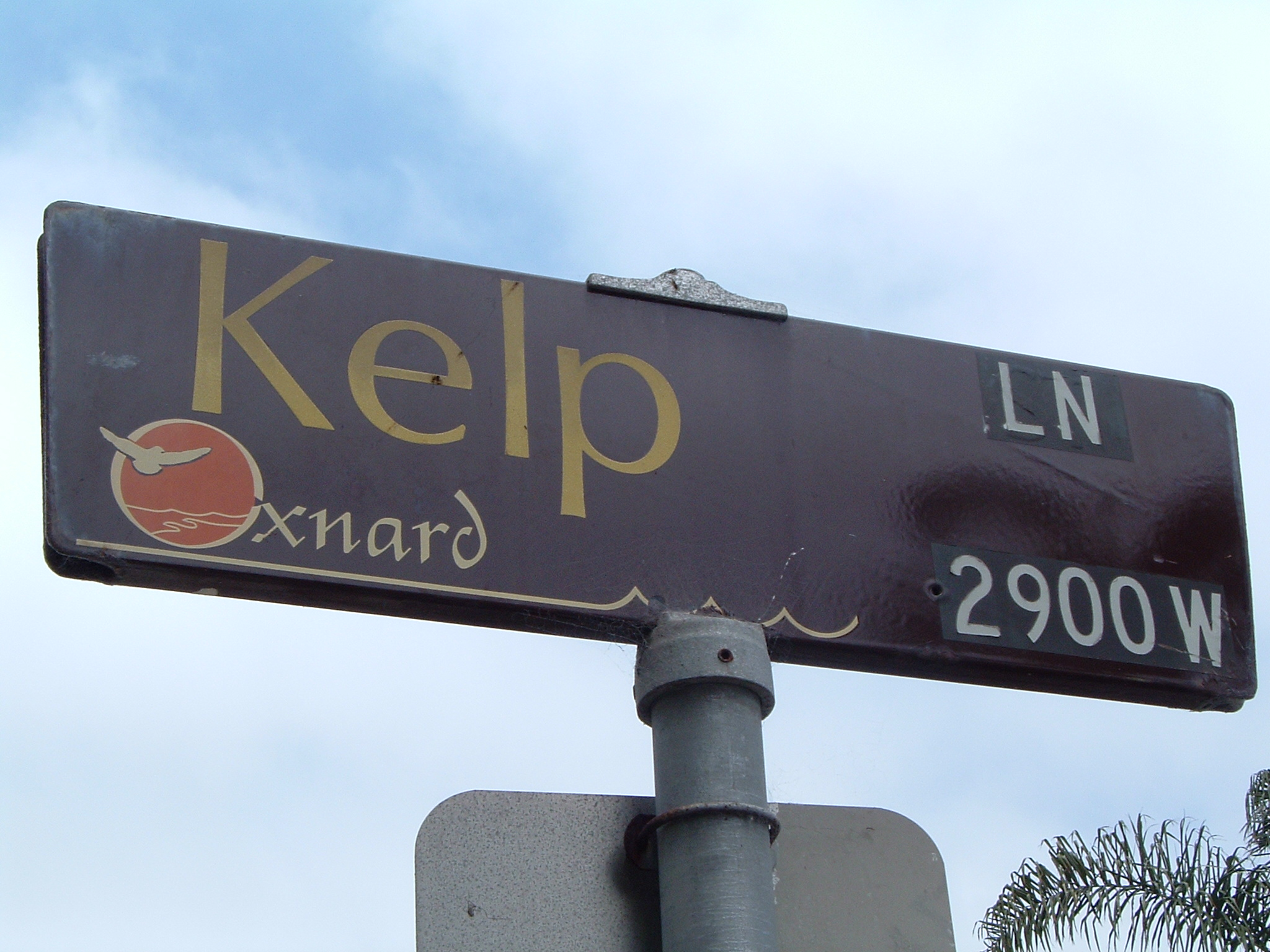